# Sługa Boży
Sługa Boży (łac. Servus Dei), również Sługa Boża lub Służebnica Boża względem kobiet – określenie stosowane w Kościele katolickim oznaczające osobę zmarłą, otoczoną kultem prywatnym, wobec której rozpoczęto proces beatyfikacyjny.
W powszechnym znaczeniu chrześcijańskim (i w niektórych innych tradycjach religijnych, np. arabska nazwa Abdullah عبد الله dosłownie oznacza „sługa boży”) określenie „sługa boży” jest używane jako określenie osoby, która uważana jest za pobożną i bogobojną w swej wierze.
Chociaż formalnie najczęściej używane jest w stosunku do tych, których rozpoczął się proces beatyfikacyjny (w Kościele katolickim), tak naprawdę może być użyte w stosunku do każdego chrześcijanina. Kościoły wschodnie na przykład używają tego określenia do opisania wierzącego przystępującego do otrzymania Eucharystii (Komunii Świętej). W związku z tym na tym etapie nie stanowi to deklaracji Kościoła na temat życia i wiary danej osoby.
Kiedy Kongregacja Spraw Kanonizacyjnych przychylnie oceni życie i cnoty kandydata, a jej relację zatwierdzi papież, zostaje ogłoszony dekret o heroiczności cnót Positio super virtutibus, a zmarłemu przysługuje tytuł „Czcigodny Sługa Boży”.

## Wierni Kościoła katolickiego, których procesy beatyfikacyjne zostały rozpoczęte
Lista może być niepełna.

### Indeks
A – B – C – D – E – F – G – H – I – J – K – L – Ł – M – N – O – P – R – S – Ś – T – U – W – Z – Ż

## A
- Salvo D’Acquisto
- Joan Agustí
- Felix de Andreis
- Antoni Arasmus
- Antónia d’Astónaco
- Bernardino Álvarez

## B
- Anastasio Alberto Ballestrero
- Paweł Barański
- Domenico Bartolomei
- Wojciech Baudiss
- Stanisław Bednarski
- Pierina Belli
- Benedykt XIII (papież)
- Zygfryd Berezecki
- Maria Consolata Betrone
- Bernard z Wąbrzeźna
- Florian Białka
- Wanda Błeńska
- Izajasz Boner
- Carlo Braga
- Czesław Broda
- Simon Bruté
- Franciszek Bryja
- Konstanty Budkiewicz
- Franciszek II Burbon
- Zyta Burbon-Parmeńska

## C
- Giovanni Cagliero
- Luigi Calabresi
- Vincent Robert Capodanno
- Vincenzo Carafa
- Josef-Leon Cardijn
- Agostino Ernesto Castrillo
- Gilbert Keith Chesterton
- Catalina de Cristo
- Jan Cieplak
- Walter Ciszek
- Andrzej Cikoto
- Ernesto Cofiño
- Terence Cooke
- Józef Cyrek
- Stefan Czmil
- Jan Czuba
- Maria Teresa Carloni

## D
- Jean-Baptiste Danei
- Dorothy Day
- Ignacy Dobiasz
- Catherine Doherty
- Konstantyn Dominik
- Frank Duff
- Antoni Dujlović

## E
- Mercedes de Jesús Egido
- Józef Engling

## F
- Stanisława Agnieszka Falkus
- Jacques Fesch
- William Finnemann
- Józef Florko
- Theodore Foley
- Francisca del Espiritu Santo Fuentes

## G
- William Gagnon
- Joan Bonal Gràcia
- Alphonse Gallegos
- Demetrius Augustine Gallitzin
- Theotonius Amal Ganguly
- José María Hernández Garnica
- Jan Garczyński
- Alcide De Gasperi
- Antoni Gaudí
- Maria Francesca Giannetto
- Guglielmo Giaquinta
- Francesco Giberti
- Hieronim Gintrowski
- Aniela Róża Godecka
- Czesław Golak
- Aleksja González-Barros y González
- Luis Chavez y González
- Norbert Gosieniecki
- Piotr Gołąb
- Piotr Gołębiowski
- Wincenty Granat
- Montserrat Grases
- Mercedes Guerra
- Prosper Guéranger

## H
- Jan Hamerski
- John Hardon
- Józefa Hałacińska
- Isaac Thomas Hecker
- Richard Henkes
- Henryk II Pobożny
- Leon Hirsz
- Mario Hiriart
- August Hlond
- Maria Dulcissima Hoffmann
- Kazimierz Hołoga
- Stanisław Hozjusz
- Euzebiusz Huchracki
- Józef Huwer

## I
- Geevarghese Mar Ivanios

## J
- Michał Jachimczak
- Jerzy Jakowejczuk
- Dmytro Jaremko
- Paulina Jaricot
- Bernard Jaruszewski
- Potapij Jemieljanow
- Anna Jenke
- Joseph Jessing
- Marie-Rosalie Cadron-Jetté
- Jan Jędrykowski
- Franciszek Maria od Krzyża Jordan

## K
- Franciszek Kałuża
- Emil Kapaun
- Cyryl Karczyński
- Józefa Karska
- Serafin Kaszuba
- Anna Kaworek
- Josef Kentenich
- Teresa Janina Kierocińska
- Franciszek Kilian
- Helena Kmieć
- Stanisław Kolka
- Stanisław Kołodziej
- Rudolf Komorek
- Norbert Kompalla
- Władysław Korniłowicz
- Alojzy Kosiba
- Roman Kotlarz
- Antoni Kowalczyk
- Bronisław Kowalski
- Cherubin Walenty Kozik
- Roman Kozubek
- Paweł Krawczewicz
- Konstantyn Krefft
- Anastazy Kręcki
- Bernard Kryszkiewicz
- Reginald Krzyżanowski
- Thomas Kurialachery
- Kazimierz Kuriański
- Józef Kurzeja

## L
- Pietro La Fontaine
- Mary Elizabeth Lange
- Jan Lesiński
- Elżbieta Leseur
- Stanisława Leszczyńska
- Maria Lichtenegger
- Leopolda Gertruda Ludwig

## Ł
- Bernard Alojzy Łubieński
- Walentyna Łempicka
- Bernard Łosiński

## M
- Ferdynand Machay
- Wanda Malczewska
- Antoni Malecki
- Marianna Marchocka
- Ida Mari
- Michael Graf von Matuschka
- Adam Małuszyński
- Antonietta Meo
- Teresa Merlo
- Rafael Merry del Val y Zulueta
- Świętosław Milczący
- József Mindszenty
- Marian Morawski (1881–1940)
- Magdalena Mortęska
- Ludwik Mroczek

## N
- bp Nanker
- Maria Nastał
- Ludwika Nałęcz-Morawska
- Klemens Neumann
- Teresa Neumann
- Franciszek Nogalski
- Błażej Nowosad
- Amadeu z Núrii
- Julius Nyerere
- Natuzza Evolo

## O
- Alfredo Maria Aranda Obviar
- Małgorzata Occhiena
- Ángel Herrera Oria
- Eduardo Ortiz de Landázuri
- Władysław Osmański
- Wojciech Owczarek

## P
- Joaquina Maria Mercedes Barcelo Pages
- Varghese Payyappilly Palakkappilly
- Józef Palewski
- Norbert Jan Pellowski
- Ismael Perdomo Borrero
- Franciszek Pfanner
- Jan Pietraszko
- Eduardo Francisco Pironio
- Marian Pirożyński
- Wilhelm Pluta
- Alojzy Maciej Poprawa
- Ignacy Posadzy
- Eduard Profittlich
- Rafał z Proszowic
- Elizabeth Prout
- Jacint Alegre i Pujals

## R
- Stefan Radtke
- Michał Rapacz
- Franz Reinisch
- Urszula Rivata
- Marta Robin
- Kazimierz Rolewski
- Edmund Roszak
- Józef Roskwitalski
- Dolindo Ruotolo

## S
- Łucja dos Santos
- Teodor Sąsała
- Robert Schuman
- Aloysius Schwartz
- Czesław Sejbuk
- Jusztinián Serédi
- Stanisław Sewiłło
- Fulton Sheen
- Kunegunda Siwiec
- Józef Słupina
- Kazimierz Smoroński
- Piotr Sosnowski
- Ignacy Spencer
- Robert Spiske
- Justyn Spyrłak
- Jan Stoltmann
- Stanisław Streich
- Stanisław Sudoł
- Jan Szambelańczyk
- Piotr Szarek
- Adolf Szelążek
- Włodzimierz Szembek
- Andrzej Szeptycki
- Adam Sztark
- Stanisław Szulmiński
- Henryk Antoni Szuman

## Ś
- Jan Świerc

## T
- Zofia Tajber
- Cecilia Rosa De Jesús Talangpaz
- Augustine Tolton
- Marcin Tomaka
- Josef Toufar
- Ignacy Trenda
- Antoni Tworek
- Jan Tyranowski

## V
- Antoni Aguiló Valls
- Maggiorino Vigolungo
- Heinrich Vieter
- Anton Vovk

## W
- Jan Wagner
- Bronisław Wielgorz
- Stanisław Wiorek
- Stanisław Witt
- Władysław Wiącek
- Leon Więckiewicz
- Kazimierz Wojciechowski
- Jan Wojtkowiak
- Emilia Wojtyła
- Karol Wojtyła senior
- Wincenty Józef Wolniarski
- Jacek Woroniecki
- Janina Woynarowska
- Edward Woyniłłowicz
- Aleksander Woźny
- Ludwik Wrodarczyk
- Kazimierz Wyszyński
- Jan Włoch

## Z
- Jadwiga Zamoyska
- Aleksander Zienkiewicz
- Toni Zweifel
- Serafin Józef Zwoliński

## Ž
- Klara Žižić